# 山口重克
山口 重克（やまぐち しげかつ、1932年7月27日 - 2021年9月11日）は、日本の経済学者・マルクス経済学研究者。東京大学名誉教授。
日本の代表的なマルクス経済学者である宇野弘蔵に師事し、宇野経済学の原理論と呼ばれる領域のうち，難問の一つとされた商業資本論と呼ばれる分野をはじめ貨幣論，金融論などの分野に独創的な論考が数多くある。同時代の研究者として、降旗節雄、大内秀明、鎌倉孝夫、桜井毅のほか岩田弘等がいる。

## 略歴
福井県武生市出身。東京大学経済学部卒業、1962年東京大学大学院社会科学研究科博士課程単位取得退学。1968年経済学博士（東京大学）。電気通信大学助手、新潟大学助教授、法政大学経済学部教授、東京大学経済学部教授を経て国士舘大学経済学部教授を2002年まで勤めた。

## 著書
- 『競争と商業資本』岩波書店、1983年 ISBN 978-4-00-000386-5
- 『資本論の読み方』有斐閣、1983年 ISBN 978-4-641-06411-9
- 『金融機構の理論』東京大学出版会、1984年 ISBN 978-4-13-041018-2
- 『経済原論講義』東京大学出版会、1985年 ISBN 978-4-13-042023-5
- 『価値論の射程』東京大学出版会、1987年 ISBN 978-4-13-041053-3
- 『価値論・方法論の諸問題』1996年、御茶の水書房 ISBN 978-4-275-01644-7
- 『商業資本論の諸問題』1998年、御茶の水書房 ISBN 978-4-275-01739-0
- 『金融機構の理論の諸問題』2000年、御茶の水書房 ISBN 978-4-275-01842-7
- 『類型論の諸問題』2006年、御茶の水書房 ISBN 978-4-275-00422-2
- 『アジアにおける工業化の諸問題』（編著）国士舘大学政経学会、1997年
- 『現代の金融システム：理論と構造』（共著）東洋経済新報社 、2001年 ISBN 978-4-492-65287-9
- 『東アジア市場経済：多様性と可能性』（編著）御茶の水書房、2003年 ISBN 978-4-275-01959-2
- 『新版・市場経済』（編著）名古屋大学出版会、2004年 ISBN 978-4-8158-0496-1
- 『類型論の諸問題』御茶の水書房 2006年 ISBN 978-4275004222
- 『現実経済論の諸問題』御茶の水書房 2009年 ISBN 978-4275008107